# Interkulturpreis Oberösterreich
Der Interkulturpreis Oberösterreich ist bzw. war ein österreichischer Preis für interkulturelles Engagement, der bis 2015 in Linz in Oberösterreich vergeben wurde.
Die Preise wurden von der Oberösterreichischen Gesellschaft für Kulturpolitik der SPÖ Oberösterreich und der Volkshilfe Oberösterreich vergeben, die Preisvergabe fand mehrfach im Theater Phönix in Linz bei einem Fest ohne Grenzen statt. Der Preis war zunächst jährlich für drei und mehr Preisträger mit 9.000 Euro dotiert.

## Preisträger
Die folgende Auflistung der Preisträger erhebt keinen Anspruch auf Vollständigkeit.

### 1996
- Sabine Derflinger für den Film Achtung Staatsgrenze

### 1997
- Zwettler Hexentheater[1]
- Creaktiv international

### 1998
- Davis O. Nejo für Afromedi@rt – Ausstellung Afrikanischer Medienkunst[2]

### 1999
- maiz. Autonomes Zentrum von und für Migrantinnen für Kampagne für faire Lebens- und Arbeitsbedingungen für Migrantinnen in Europa[3]

### 2000
- Theater Phönix

### 2001
- Hosi Linz

### 2002
- Arge Obdachlose – Kupfermuckn

### 2003
- Mario Sinnhofer – Herr Mario spielt Fußball[4]
- Freies Sender Kombinat Hamburg

### 2004
- Ute Bock

### 2005
- Verein Pangea in Linz mit Act.Against.Racism
- Verein SOHO in Wien-Ottakring
- Simon Inou, Ossiri Ngnaore in Wien mit Afrikanet – Erstes Internetportal für MitbürgerInnen afrikanischer Herkunft in Österreich
- Frauensolidarität in Wien mit der Zeitschrift Frauensolidarität
- Anerkennung: Radio FRO[5]

### 2006
- Georg-von-Peuerbach-Gymnasium[6]

### 2007
- Pamoja, jungen Afrikanerinnen, mit Schwarz österreichische Geschichte, realisiert 2006
- Amara, ein Linzer kurdischer Frauenverein, mit Beratung für traditionsbedingte Gewalt gegen Frauen
- Interkulturelle Frauengruppe Kapfenberg, mit ihrem Engagement Frauen aus verschiedensten Kulturen zusammenzubringen
- Anerkennung: Ishraga Mustafa Hamid mit der Dissertation Auf dem Weg zur Befreiung – Empowerment-Prozesse schwarzer Frauen afrikanischer Herkunft in Wien.[7][8]

### 2008
- ARGE ToR![9]
- Theater Hausruck
- Jüdisches Theater Austria

### 2009
- Mauthausenkomitee Steyr mit Erinnerungskultur Steyr 2009
- Bruno Kreisky Forum für internationalen Dialog mit Diaspora. Erkundung eines Lebensstils
- Verein Frankviertel TV mit Franck/4 TV
- Anerkennung: Volkshochschule Linz mit Lernklub International „Train your brain“[10]

### 2011
- Der Interkulturpreis 2011 wurde an drei Projekte in den Kategorien Kinder und Jugendliche, Arbeitswelt, Kommunen vergeben.
- Kommunen: MammaMia-Mütterrunden mit dem Institut für Suchtprävention und der Stadt Wels[11]

### 2015
- Den 1. Preis wurde der Schülerschaft der Volksschule und der Neuen Mittelschule in Ansfelden für ihr Projekt „Von jüdischen Nachbarn gestern und mehrsprachigen Nachbarn heute“ verliehen.
- Den 2. Preis teilten sich zwei Projekte: der Verein Kupfermuckn mit dem Projekt „Beschäftigung von AsylwerberInnen und Notreisenden“ und die Volksschule Solar City mit dem Projekt „Vom Wachsen zum Zusammenwachsen“.
- Ein Sonderpreis wurde an die Gemeinde Gutau für ihr Projekt „Mitten in Gutau“ verliehen.[12]